# Prelatura territoriale di São Félix
La prelatura territoriale di São Félix (in latino Praelatura Territorialis Sancti Felicis) è una sede della Chiesa cattolica in Brasile suffraganea dell'arcidiocesi di Cuiabá. Nel 2021 contava 153.200 battezzati su 178.800 abitanti. È retta dal vescovo Lucio Nicoletto.

## Territorio
La prelatura territoriale comprende 15 comuni dello stato brasiliano del Mato Grosso: Santa Cruz do Xingu, São José do Xingu, Vila Rica, Santa Terezinha, Luciára, São Félix do Araguaia, Novo Santo Antônio, Bom Jesus do Araguaia, Confresa, Porto Alegre do Norte, Canabrava do Norte, Serra Nova Dourada, Alto Boa Vista, Ribeirão Cascalheira, Querência.
Sede prelatizia è la città di São Félix do Araguaia, dove si trova la cattedrale dell'Assunzione di Maria Vergine.
Il territorio è suddiviso in 13 parrocchie.

## Storia
La prelatura territoriale è stata eretta il 13 maggio 1969 con la bolla Quo commodius di papa Paolo VI, ricavandone il territorio dalle prelature territoriali di Cristalândia (oggi diocesi), di Registro do Araguaia (poi divenuta diocesi di Guiratinga) e di Santíssima Conceição do Araguaia (oggi diocesi di Marabá).

## Cronotassi dei vescovi
Si omettono i periodi di sede vacante non superiori ai 2 anni o non storicamente accertati.
- Pedro Casaldáliga Plá, C.M.F. † (27 agosto 1971 - 2 febbraio 2005 ritirato)[1]
- Leonardo Ulrich Steiner, O.F.M. (2 febbraio 2005 - 21 settembre 2011 nominato vescovo ausiliare di Brasilia[2])
- Adriano Ciocca Vasino (21 marzo 2012 - 13 marzo 2024 dimesso)
- Lucio Nicoletto, dal 13 marzo 2024

## Statistiche
La prelatura territoriale nel 2021 su una popolazione di 178.800 persone contava 153.200 battezzati, corrispondenti all'85,7% del totale.
| anno | popolazione | popolazione | popolazione | presbiteri | presbiteri | presbiteri | presbiteri                | diaconi | religiosi | religiosi | parrocchie |
| anno | battezzati  | totale      | %           | numero     | secolari   | regolari   | battezzati per presbitero | diaconi | uomini    | donne     | parrocchie |
| ---- | ----------- | ----------- | ----------- | ---------- | ---------- | ---------- | ------------------------- | ------- | --------- | --------- | ---------- |
| 1970 |             |             |             | 6          | 1          | 5          | 0                         |         | 5         | 3         | 1          |
| 1976 | 80.000      | 100.000     | 80,0        | 6          | 3          | 3          | 13.333                    |         | 3         | 12        | 7          |
| 1980 | 39.800      | 47.900      | 83,1        | 7          | 4          | 3          | 5.685                     |         | 3         | 11        | 8          |
| 1990 | 49.000      | 60.200      | 81,4        | 11         | 3          | 8          | 4.454                     |         | 8         | 5         | 22         |
| 1999 | 591.000     | 696.000     | 84,9        | 7          | 4          | 3          | 84.428                    | 2       | 3         | 26        | 20         |
| 2000 | 598.000     | 705.000     | 84,8        | 7          | 3          | 4          | 85.428                    | 2       | 5         | 25        | 20         |
| 2001 | 607.000     | 714.000     | 85,0        | 7          | 3          | 4          | 86.714                    | 2       | 5         | 26        | 20         |
| 2002 | 127.000     | 150.000     | 84,7        | 7          | 3          | 4          | 18.142                    | 2       | 5         | 26        | 20         |
| 2003 | 129.000     | 150.000     | 86,0        | 10         | 4          | 6          | 12.900                    | 2       | 7         | 26        | 21         |
| 2004 | 129.000     | 150.000     | 86,0        | 10         | 4          | 6          | 12.900                    |         | 7         | 26        | 22         |
| 2013 | 144.000     | 168.400     | 85,5        | 14         | 5          | 9          | 10.285                    | 4       | 12        | 19        | 11         |
| 2016 | 147.200     | 172.400     | 85,4        | 23         | 14         | 9          | 6.400                     | 2       | 10        | 17        | 12         |
| 2019 | 150.800     | 176.000     | 85,7        | 20         | 10         | 10         | 7.540                     | 2       | 13        | 16        | 13         |
| 2021 | 153.200     | 178.800     | 85,7        | 23         | 11         | 12         | 6.660                     | 2       | 15        | 20        | 13         |